# Lacèrtids
Els lacèrtids (Lacertidae) són una família de rèptils escatosos del subordre del saures, oriünds d'Europa, Àfrica i Àsia. Inclou diverses espècies popularment anomenades llangardaix o lluert, i sargantana o serenalla, (sanglantana/singlantana a Catalunya del Nord, singratalla/sarnalla al Pallars).

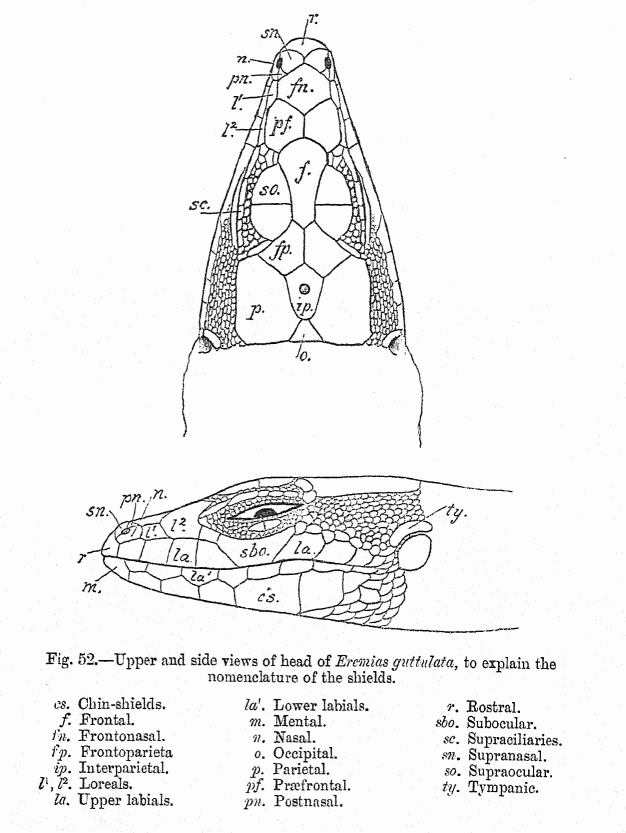
Terminologia i escales dels lacèrtids.

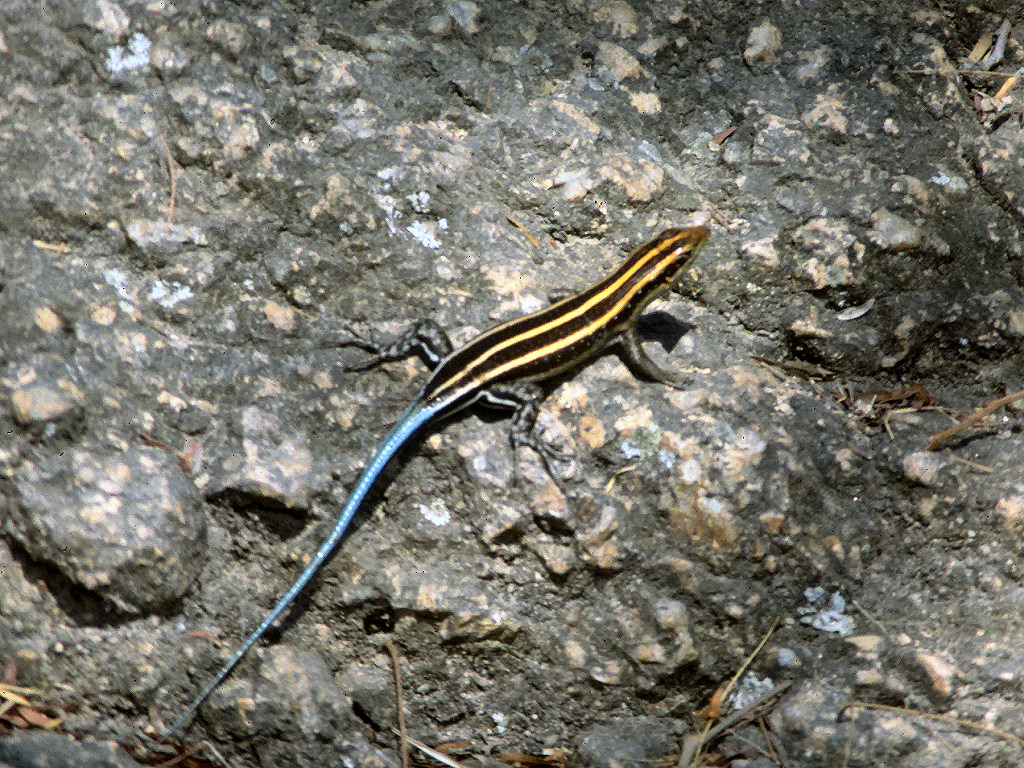
Nucras caesicaudata fotografiat al sud de Zimbàbue.

## Hàbitat i distribució
Totes les espècies són terrestres. Les espècies europees i mediterrànies viuen en boscos i en matolls. Les espècies dels  gèneres Eremias i Ophisops habiten en praderies i deserts d'Àsia. Les espècies africanes viuen en àrees àrides i rocoses.

## Morfologia
L'única espècie del gènere Holaspis, Holaspis guentheri, és una de les poques espècies arbòries de lacèrtids, i és planadora, de poc vol, amb una ampla cua i cos aplatat com un perfil aerodinàmic. Els lacèrtids són petits, mesurant usualment menys de 9  cm de longitud total, encara que algunes espècies excedeixen els 15 cm (com Timon lepidus).
- Cos llarg i àgil (entre 10-70 cm de longitud).
- Cap ben diferenciat.
- Cua llarga, punxeguda, fràgil i regenerable.
- Ulls amb parpelles mòbils.
- El timpà és molt destacat.
- La llengua és bífida i evaginable.
- Les dents es troben soldades a la vora interna de les mandíbules.
- Potes fines i ben desenvolupades, proveïdes de cinc dits prims i amb ungles.
- El cap està cobert de grans escates, i també el ventre, mentre que el dors presenta petites escates granulars.[4]

### Identificació
Les sargantanes comunes de mur són petites, primes i molt variades en colors i patrons. La seva coloració és generalment marró o grisenca, i ocasionalment tenen color verd. En alguns individus les files de taques en el seu llom formen una línia, altres tenen un patró reticulat amb punts negres i blancs, i una mica de blau en les seves espatlles. La cua és marró, gris o rovellada. La regió ventral té 6 files de grans rectangles vermellosos, rosats o ataronjats. Poden tenir marques negres a la gola.

## Alimentació
Els lacèrtids són primàriament insectívors, encara que l'espècie Meroles anchietae menja regularment llavors, que no és un aliment indesitjable en el  Desert de Namíbia.

## Reproducció
Almenys quatre espècies del gènere Lacerta són partenogenètiques, i tots els lacèrtids són ovípars, excepte algunes poblacions de Zootoca vivipara.

## Classificació

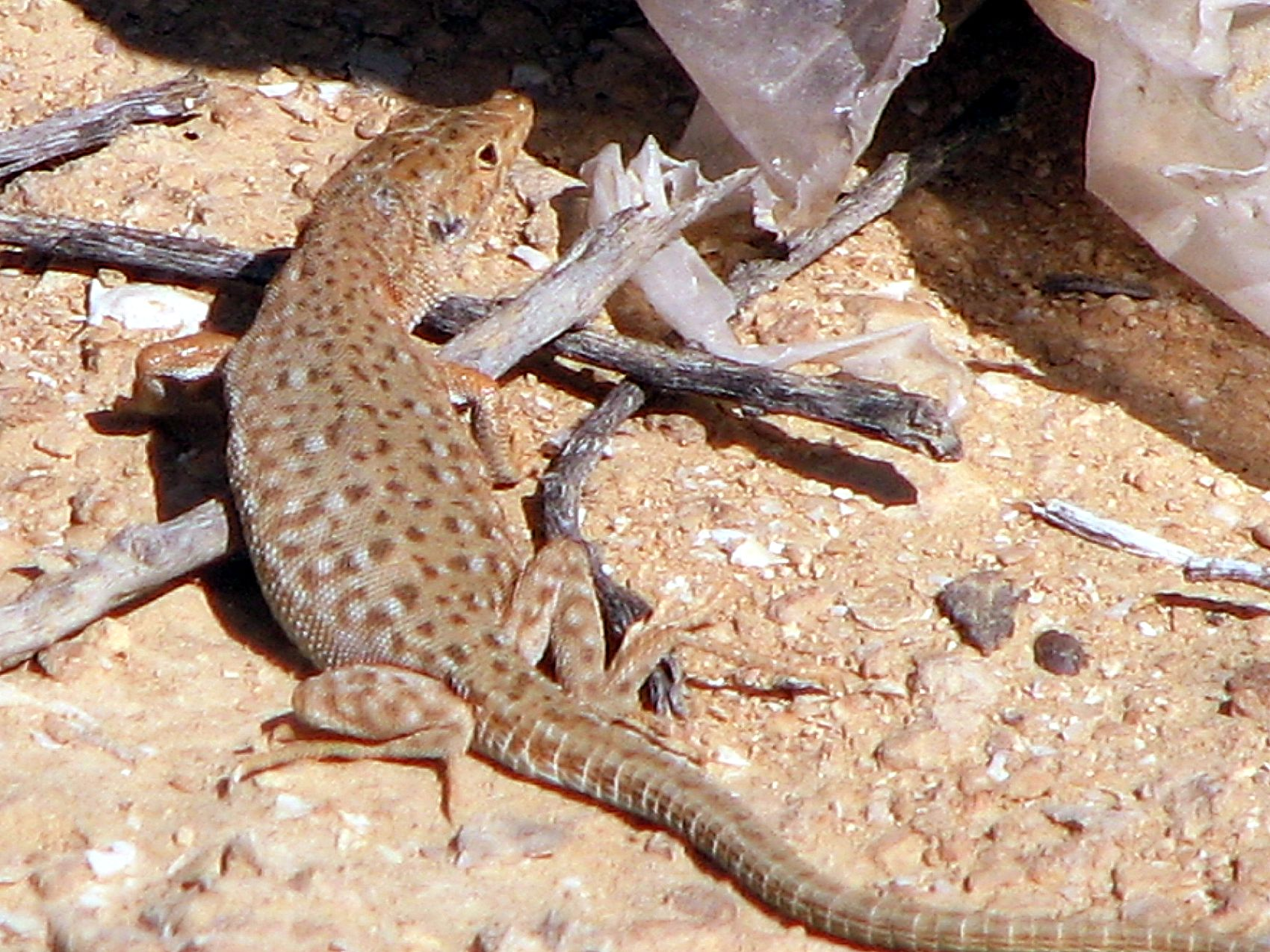
Mesalina guttulata fotografiat al sud del desert del Nègueb (sud d'Israel).

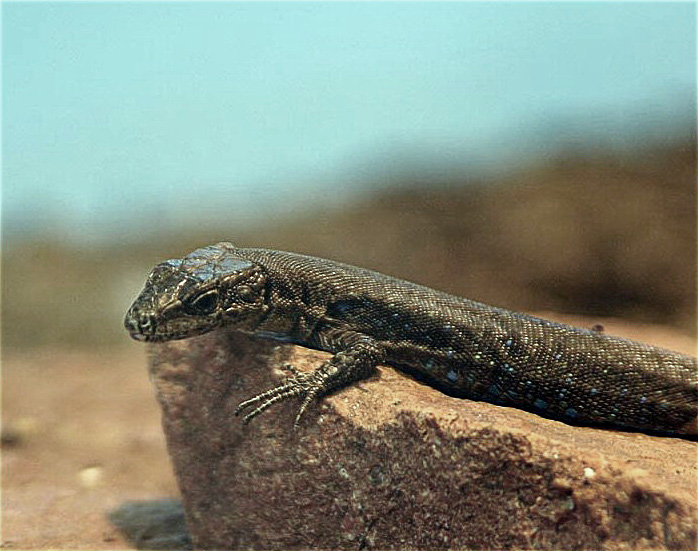
Lacerta armeniaca

- Família Lacertidae
  - Subfamília Gallotiinae
    - Gènere Gallotia
    - Gènere Psammodromus

  - Subfamília Lacertinae
    - Gènere Acanthodactylus
    - Gènere Adolfus
    - Gènere Algyroides
    - Gènere Australolacerta
    - Gènere Darevskia
    - Gènere Eremias
    - Gènere Gastropholis
    - Gènere Holaspis
    - Gènere Heliobolus
    - Gènere Iberolacerta
    - Gènere Ichnotropis
    - Gènere Lacerta
    - Gènere Latastia
    - Gènere Meroles
    - Gènere Mesalina
    - Gènere Nucras
    - Gènere Ophisops
    - Gènere Pedioplanis
    - Gènere Philochortus
    - Gènere Podarcis
    - Gènere Poromera
    - Gènere Pseuderemias
    - Gènere Takydromus
    - Gènere Timon
    - Gènere Tropidosaura
    - Gènere Zootoca